# Стрибкова провідність
Стрибко́ва прові́дність — механізм електропровідності, при якому носії заряду перестрибують між локалізованими станами.
Стрибкова провідність характерна для невпорядкованих напівпровідників. Її суттєвою відмінністю є те, що при підвищенні температури рухливість носіїв заряду зростає. Це зростання можна описати формулою Мотта
{\displaystyle \sigma =\sigma _{0}e^{-(T_{0}/T)^{1/4}}}